# Vie nocturne

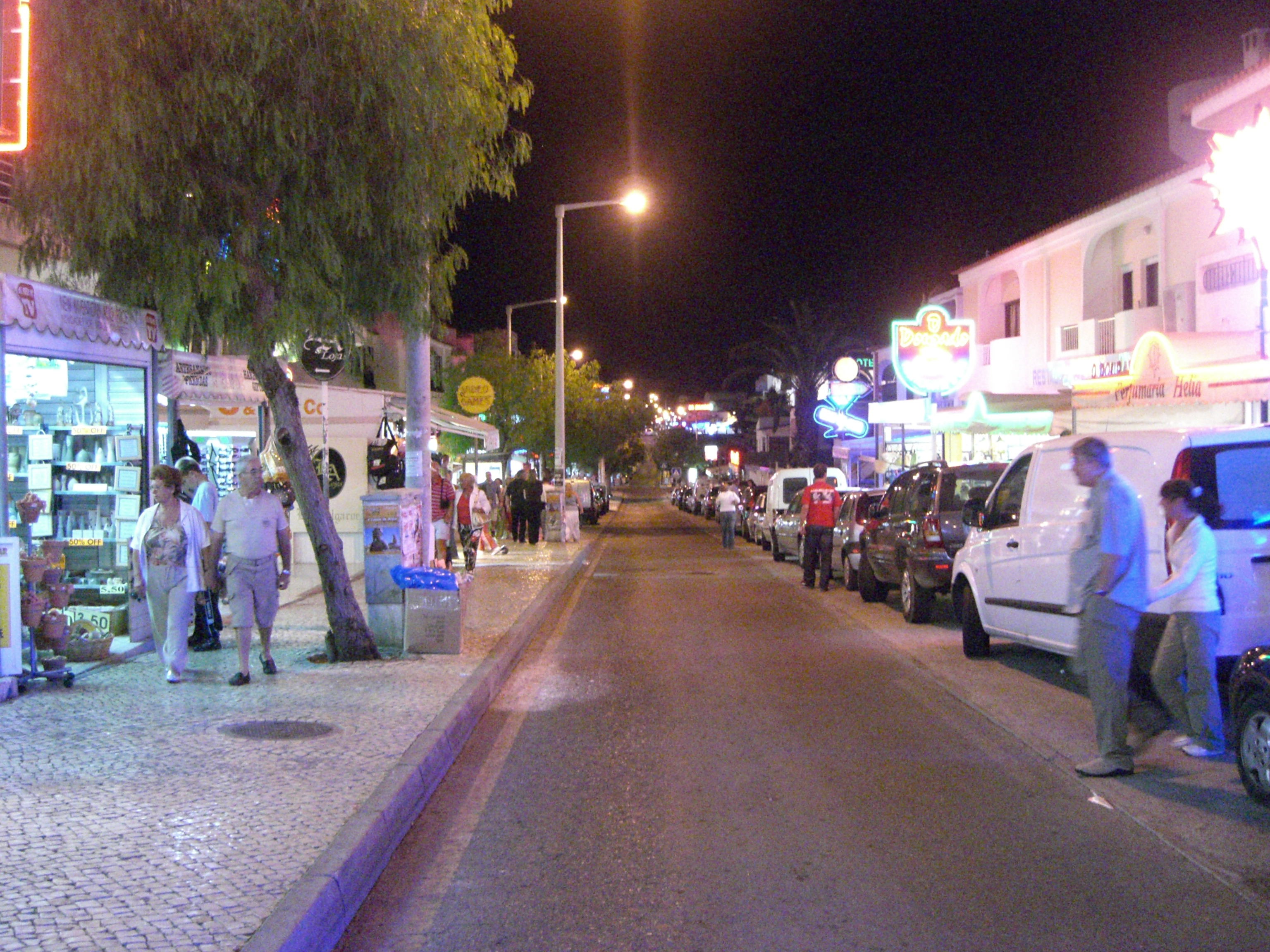
Exemple de vie nocturne à Albufeira (Portugal).

La vie nocturne désigne les divertissements disponibles en soirée jusque tard dans la nuit ou la matinée. Il comprend notamment les boîtes de nuit et les bars dans un contexte festif, mais plus généralement toute activité divertissante possible de nuit quand la plupart des gens dorment.
Certains quartiers ou villes sont notoires pour leur vie nocturne.
Les personnes s'adonnant à la vie nocturne sont appelés des noctambules.